# Rodney Eastman
Rodney Eastman (ur. 20 lipca 1967 w Montrealu) – kanadyjski aktor filmowy i telewizyjny, muzyk zespołu King Straggler wraz z innymi aktorami – Johnem Hawkesem i Brentem Gorem. 

## Życiorys
Urodził się w Montrealu, w prowincji Quebec, w Kanadzie. Kiedy miał pięć lat, wraz z rodziną przeprowadził się do Los Angeles. Ukończył Schurr High School w Montebello w Kalifornii. W szkole średniej występował w licznych przedstawieniach i zdecydował, że zostanie aktorem. Studiował dramat. Po ukończeniu studiów, w 1986 dostał swoją pierwszą pracę w jednym z odcinków telewizyjnego serialu CBS CBS Schoolbreak Special – pt. „Have You Tried Talking to Patty?” z Josephem Mascolo i Robem Estesem. Za główną rolę nękanego przez rodzinę i odtrąconego przez rówieśników Zeke’a, który znajduje egzemplarz eksperymentalnej tajnej broni w dramacie fantastycznonaukowym Śmiercionośna broń (Deadly Weapon, 1989) był nominowany do Nagrody Saturna w kategorii najlepszy młody aktor.

## Filmografia

### Filmy
- 1986: Roboty śmierci jako złodziej sklepowy
- 1991: Gangsterzy jako Joey
- 1998: Wojna płci jako Ty
- 2002: Ekspres śmierci jako Ricky
- 2010: Bez litości jako Andy

### Seriale TV
- 1987: Autostrada do nieba jako Kevin
- 1988: Who’s the Boss? jako chłopak
- 1989: Gliniarz i prokurator jako Eric McGinn
- 1990: Słoneczny patrol jako nastolatek
- 1991: Parker Lewis nigdy nie przegrywa jako Jimmy Joe Trout
- 1993: Diagnoza morderstwo jako Jimmy Stevens
- 1994: Babilon 5 jako Kiron Maray
- 1994: Dotyk anioła jako Craig
- 1994: Napisała: Morderstwo jako Jeff Delagre
- 1995: Klinika uniwersytecka jako Ryan Harrison
- 1995: Cybill jako Greg
- 1995: Diagnoza morderstwo jako Ben Worrell
- 1996: Ostry dyżur jako Fredd
- 1996: Sliders jako Byron
- 1996: Renegat jako Trike
- 1997: Millennium jako Sammael
- 1997: Nash Bridges jako Miles
- 1998: Ich pięcioro jako Dave
- 1999: Melrose Place jako Ricky G.
- 2000: Nowojorscy gliniarze jako Tommy
- 2000: Partnerki
- 2000: Z Archiwum X jako Ronald Purnell
- 2001: CSI: Kryminalne zagadki Las Vegas jako Keith Driscoll
- 2001: Magiczny amulet jako Jimmy Swain
- 2003: Raport o zagrożeniach jako Billy
- 2006: CSI: Kryminalne zagadki Nowego Jorku jako Clark Kranen
- 2006: Dowody zbrodni jako Arthur Pool - 1945
- 2006: Shark jako Charlie Davis
- 2007: Jordan w akcji jako bezdomny facet
- 2007: Ocalić Grace jako Carl Sperry
- 2007: Rodzina Duque jako Dan
- 2007: Zabójcze umysły jako Stephen Foley
- 2009: Bez śladu jako Grady McBride
- 2009: Mentalista jako Lee Skelling
- 2009: Detektyw Monk jako Del Johnston
- 2010: Partnerki jako Mo Monee
- 2011: Breakout Kings jako Mars O’Connell
- 2011: Kości jako Ricky Duval
- 2013: Agenci NCIS jako Wendell Kraiser
- 2014: Longmire jako Creeley Dorn
- 2015: Agenci NCIS: Los Angeles jako Jimmie Ray Easton
- 2015: CSI: Kryminalne zagadki Las Vegas jako Jacob Warren